# Instituto de Biociências da Universidade de São Paulo
O Instituto de Biociências (IB-USP) é uma unidade de ensino, pesquisa e Extensão universitária nas áreas de ciências biológicas da Universidade de São Paulo.

## Histórico
O Instituto de Biociências (IB) foi oficialmente criado em 1969 com a Reforma Universitária. Da sua constituição original faziam parte os Departamentos de Biologia, Botânica, Fisiologia e Zoologia, estabelecidos em 1934 na antiga Faculdade de Filosofia, Ciências e Letras da Universidade de São Paulo (FFCL). O Instituto de Biociências recebeu, em 1970, não apenas os membros dos referidos departamentos, mas também professores de disciplinas afins de outras faculdades, especialmente os botânicos da antiga Faculdade de Farmácia e Bioquímica. Além dos quatro departamentos iniciais, foi criado em 1976, pelo Conselho Universitário, o Departamento de Ecologia Geral, reunindo os docentes do IB mais voltados aos estudos ecológicos.

### Linha do tempo
1934: Criação da Universidade de São Paulo e da Faculdade de Filosofia, Ciências e Letras, pelo Decreto Estadual nº 6.283 de 25 de janeiro de 1934
1935: Ingresso da primeira turma do Curso de Ciências Naturais na FFLC
1942: O curso é renomeado para Curso de História Natural
1957: A partir de um ramo do Curso de Histórial Natural, é criado o curso de Geologia.
1963: Há a mudança para a atual denominação de Curso de Ciências Biológicas
1969: O Curso de Licenciatura em Ciências Biológicas tem seu currículo mínimo fixado. Com a reforma universitária, a FFLC é extinta, assim como o Curso de História Natural. É criado o Instituto de Biociências.

## Departamentos
- Botânica
- Ecologia
- Fisiologia
- Genética e Biologia Evolutiva
- Zoologia

## Graduação
Em nível de graduação, o IB oferece anualmente 120 vagas por ano, sendo 60 para curso diurno (integral) e 60 para o noturno, formando licenciados e/ou bacharéis em Ciências Biológicas. O curso de Licenciatura tem foco em formar professores, enquanto os bacharéis atuam em diversos segmentos da organização social, tais como pesquisadores e consultores em entidades públicas ou de direito privado. O IB também oferece disciplinas para outras unidades da USP.
A grade de disciplinas do curso de Ciências Biológicas tem evoluído, desde o currículo com grade fixa dos anos 1930, até o modelo implantado em 2007, que contempla boa parte da diversidade de conhecimentos da Biologia, e é dividido entre um núcleo básico e um núcleo avançado. O núcleo básico é comum às modalidades bacharelado e licenciatura e visa cobrir o conteúdo considerado essencial para a formação de um biólogo. Já o núcleo avançado é variável e visa o aprofundamento de conhecimentos de acordo com a escolha de disciplinas pelos alunos.

### Estruturas curriculares

#### Currículo inicial do curso de ciências naturais (1934)[2]
| 1º Ano              | 2º Ano            | 3º Ano             |
| ------------------- | ----------------- | ------------------ |
| Física Experimental | Geologia          | Biologia Geral     |
| Mineralogia         | Química Biológica | Fisiologia Animal  |
| Biologia Geral      | Botânica          | Fisiologia Vegetal |
| Botânica            | Zoologia          | Geologia           |
| Zoologia            | Fisiologia Geral  |                    |

#### Currículo do curso de história natural (1942)[6]
| 1º Ano                        | 2º Ano                                    | 3º Ano                               | 4º Ano                 |
| ----------------------------- | ----------------------------------------- | ------------------------------------ | ---------------------- |
| Biologia Geral (Citologia)    | Biologia Geral (Embriologia e Histologia) | Biologia Geral (Genética e Evolução) | Didática               |
| Zoologia (Vertebrados)        | Zoologia (Invertebrados)                  | Botânica (Fisiologia Vegetal)        | Administração Escolar  |
| Botânica (Morfologia Vegetal) | Botânica (Sistemática Vegetal)            | Geologia                             | Prática de Ensino      |
| Mineralogia                   | Petrografia                               | Fisiologia II                        | Matéria de Livre Opção |
|                               | Fisiologia I                              | Paleontologia                        | Matéria de Livre Opção |
|                               |                                           | Psicologia da Educação               |                        |

#### Currículo atual do curso de ciências biológicas (pós-2007)
O atual núcleo básico totaliza 2490 horas, e é composto pelas seguintes disciplinas obrigatórias:
| 1º Semestre                              | 2º Semestre                                         | 3º Semestre                                      | 4º Semestre                                              |
| ---------------------------------------- | --------------------------------------------------- | ------------------------------------------------ | -------------------------------------------------------- |
| Princípios de Sistemática e Biogeografia | Introdução ao Ensino de Biologia                    | Forma e Função do Metabolismo Vegetal            | Diversidade e Evolução dos Organismos Fotossintetizantes |
| Fauna, Flora e Ambiente                  | Física para Ciências Biológicas                     | Ecologia dos indivíduos às populações            | Ecologia de comunidades e ecossistemas                   |
| Diversidade Biológica e Filogenia        | Forma e Função no Desenvolvimento Vegetal           | Fisiologia Animal: Controle Interno e Reprodução | Respiração, Circulação e Energética                      |
| Filosofia para Ciências Biológicas       | Biologia Celular                                    | Comunicação e Integração                         | Fisiologia Animal: Nutrição, Movimento e Osmorregulação  |
| Fundamentos de Geologia e Paleontologia  | Biologia Tecidual                                   | Fundamentos de Biologia Molecular                | Processos Evolutivos                                     |
| Recursos Econômicos Vegetais             | Bioquímica: Estrutura de Biomoléculas e Metabolismo | Antropologia: Biologia e Cultura                 | Vertebrados                                              |
| Genética                                 |                                                     | Invertebrados                                    | Imunologia                                               |
| Noções de Estatística                    |                                                     |                                                  | Microbiologia Básica                                     |

| 1º Semestre                              | 2º Semestre                                         | 3º Semestre                                      | 4º Semestre                                              | 5º Semestre                             | 6º Semestre                            | 7º Semestre                      | 8º Semestre |
| ---------------------------------------- | --------------------------------------------------- | ------------------------------------------------ | -------------------------------------------------------- | --------------------------------------- | -------------------------------------- | -------------------------------- | ----------- |
| Princípios de Sistemática e Biogeografia | Introdução ao Ensino de Biologia                    | Filosofia para Ciências Biológicas               | Diversidade e Evolução dos Organismos Fotossintetizantes | Fundamentos de Geologia e Paleontologia | Ecologia de comunidades e ecossistemas | Antropologia: Biologia e Cultura | Imunologia  |
| Fauna Flora e Ambiente                   | Biologia Celular                                    | Física para Ciências Biológicas                  | Forma e Função no Desenvolvimento Vegetal                | Forma e Função do Metabolismo Vegetal   | Processos Evolutivos                   |                                  |             |
| Diversidade Biológica e Filogenia        | Bioquímica: Estrutura de Biomoléculas e Metabolismo | Recursos Econômicos Vegetais                     | Respiração Circulação e Energética                       | Ecologia dos indivíduos às populações   | Vertebrados                            |                                  |             |
| Genética                                 |                                                     | Fisiologia Animal: Controle Interno e Reprodução | Fisiologia Animal: Nutrição Movimento e Osmorregulação   | Invertebrados                           | Biologia Tecidual                      |                                  |             |
| Noções de Estatística                    |                                                     | Comunicação e Integração                         | Microbiologia Básica                                     |                                         |                                        |                                  |             |
|                                          |                                                     | Fundamentos de Biologia Molecular                |                                                          |                                         |                                        |                                  |             |

## Pós-Graduação
O Instituto de Biociências oferece 6 programas de pós-graduação próprios, com cursos em nível de Mestrado e Doutorado:
- Biologia Genética
- Botânica
- Ecologia
- Fisiologia Geral
- Mestrado Profissional em Aconselhamento Genético e Genômica Humana
- Zoologia

Além destes, o IB-USP também integra os seguintes programas interunidades:
- Pós-Graduação Interunidades em Ensino De Ciências
- Pós-Graduação Interunidades em Biotecnologia
- Programa Interunidades de Pós-Graduação em Bioinformática

## Pesquisa
O Instituto de Biociências tem longa tradição na pesquisa científica voltada para o estudo dos seres vivos, investigando sua estrutura, reprodução, evolução, organização e inter-relação com o seu ambiente. A pesquisa aqui desenvolvida pelos docentes tem caráter multidisciplinar e interdisciplinar, interligando as diferentes abordagens no estudo dos seres vivos. Além dos diferentes projetos individuais coordenados pelos docentes, o IB também tem participado de projetos integrados de grande impacto, como os de sequenciamento dos genomas da Xyllela, Xanthomonas e da Cana de Açúcar, BIOTA, CEPID e Mudanças Climáticas da FAPESP, e o PROTAX do MCT/CNPq/CAPES. Mais recentemente, pesquisadores do IB ajudaram a criar o programa BIOEN da FAPESP, um dos maiores programas de bioenergia do mundo.
Além disso, o IB detém a coordenação de dois dos Institutos Nacionais de Ciência e Tecnologia, o do Bioetanol e o das Células Tronco e também um CEPID, o Centro de Estudos do Genoma Humano. Desta forma, os focos principais de pesquisa do IB se relacionam com importantes temas atuais da biologia relacionados à biodiversidade, mudanças climáticas e bioenergia. A pesquisa no IB é feita não apenas junto aos programas de pós-graduação, mas também investe na iniciação científica e no pós-doutoramento.
Alguns pesquisadores do IB também integram grupos de outras unidades, como o Núcleo de Pesquisa em Biodiversidade Marinha do Centro de Biologia Marinha da Universidade de São Paulo.

## Cultura e Extensão
O IB-USP possui uma Comissão de Cultura e Extensão Universitária (CCEx) que congrega grupos e atividades como:
- Estação Biologia
- Semana Temática da Biologia
- Bio na Rua/Bio nas Redondezas
- Comissão Ambiental da Biologia
- Organização e Oferecimento de Cursos de Férias
- Coletivo Agroecológico Taiobas do Matão[18]

Em 2018, a CCEx iniciou o Projeto Memória, que tem como objetivo "a criação de um acervo virtual para preservar e compartilhar os projetos de cultura e extensão desenvolvidos no Instituto de Biociências pela comunidade".

## Edifícios principais[20]
- Ed. Paulo Sawaya - salas de aula e biblioteca (Centro Didático - CD)
- Ed. Felix Rawitscher - salas de aula e sala pró-aluno
- Ed. André Dreyfus - sede do departamento de Botânica e do departamento de Genética e Biologia Evolutiva
- Ed. Ernst Markus - sede dos departamentos de Zoologia, Ecologia e Fisiologia
- Prédio do Centro de Estudos do Genoma Humano